# Sparland (Illinois)
Sparland es una villa ubicada en el condado de Marshall en el estado estadounidense de Illinois. En el Censo de 2010 tenía una población de 406 habitantes y una densidad poblacional de 274,05 personas por km².

## Geografía
Sparland se encuentra ubicada en las coordenadas 41°1′47″N 89°26′28″O / 41.02972, -89.44111. Según la Oficina del Censo de los Estados Unidos, Sparland tiene una superficie total de 1.48 km², de la cual 1.48 km² corresponden a tierra firme y (0%) 0 km² es agua.

## Demografía
Según el censo de 2010, había 406 personas residiendo en Sparland. La densidad de población era de 274,05 hab./km². De los 406 habitantes, Sparland estaba compuesto por el 99.26% blancos, el 0% eran afroamericanos, el 0% eran amerindios, el 0% eran asiáticos, el 0% eran isleños del Pacífico, el 0% eran de otras razas y el 0.74% pertenecían a dos o más razas. Del total de la población el 1.48% eran hispanos o latinos de cualquier raza.